# Stepping
Stepping – miasto w Danii, w regionie Dania Południowa, w gminie Kolding.